# Nils Ambolt
Nils Peter Ambolt, född 2 april 1900 i Lund, död 23 november 1969 i Danderyd, var en svensk geodet.

## Biografi
Ambolt studerade geodesi vid Lunds universitet och blev fil. dr. och docent i geodesi 1938. Åren 1941–1966 arbetade han vid Sjöfartsverket (Sjöfartsstyrelsen) och förestod den jordmagnetiska avdelningen.
Ambolt deltog i den sista av Sven Hedins expeditioner (1927–1933), som gick till Centralasien (västra Kina, norra Tibet). Han bidrog under expeditionen med geodetiska mätningar som ortsbestämningar, trianguleringar och tyngdkraftsmätningar. Dessa arbeten låg till grund för de kartografiska verk som expeditionen åstadkom. Ambolt har beskrivit sina asiatiska resor i boken Karavan (1935).
Ambolt invaldes i Krigsvetenskapsakademien 1944 och i Vetenskapsakademien 1960. Han är begravd på Tryde kyrkogård.
Det finns flera samlingar på Etnografiska museet, Stockholm som har förvärvats genom Ambolt. En viktig sådan är en samling manuskript från Khotan med trästavar med sakisk skrift och tibetanska handskrifter. Några av dessa har kunnat konstateras vara förfalskningar.